# Öde und Sommerschafweide unter dem Ernstfeld
Das Gebiet Öde und Sommerschafweide unter dem Ernstfeld ist ein vom Landratsamt Münsingen am 31. Mai 1955 durch Verordnung ausgewiesenes Landschaftsschutzgebiet auf dem Gebiet der Stadt Bad Urach.

## Lage
Das etwa 9,5 Hektar große Landschaftsschutzgebiet liegt östlich des Hofguts Uhenfels oberhalb von Seeburg. Es gehört zum Naturraum Mittlere Kuppenalb.
Geologisch stehen die Formationen des Oberen Massenkalks und der Liegenden Bankkalke des Oberjura an.

## Landschaftscharakter
Das Gebiet umfasst eine Häule genannte Kuppe, deren Südhang heute mit einem geschlossenen Sukzessionswald bestockt ist. Der Wald ist aus einem früheren Hudewald hervorgegangen, wovon die zahlreichen großen Weidbuchen zeugen.